# Планкен

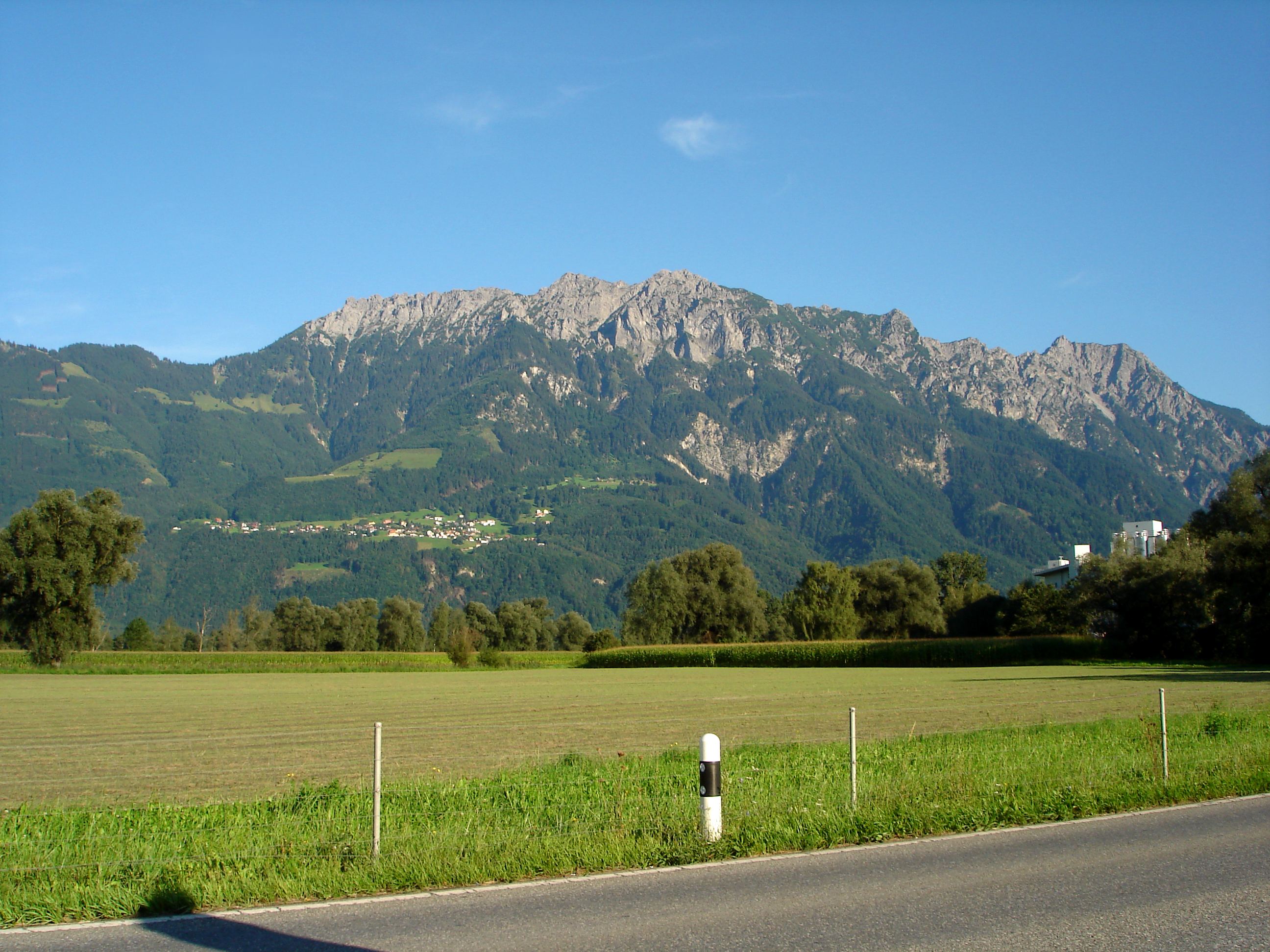
Планкен

Пла́нкен (нім. Planken) — громада в Князівстві Ліхтенштейні.

## Історія
Землі, де нині Планкен, здавна були відомі жителям Шаана та Вадуца, проте у 13 столітті вальзери заснували тут поселення. Вперше воно згадується в 1361 році.
Місто було двічі сплюндроване: у 1499, коли швейцарці ішли походом на Фрастанц та у 1799 — тут було розквартировано частину французького війська.
У 1868 році до Планкена проклали дорогу, з того часу він був включений до транспортної мережі. В 1869 сталась велика пожежа і багато людей надовго виїхало, так у 1901 в місті проживала лише 51 особа.
Найпримітнішою спорудою є каплиця вісімнадцятого століття, яка була перероблена в 1955 році під керівництвом архітектора Фелікса Швідта Рапперсвіль.

## Відомі люди
В XIX столітті тут проживав поет-езотерик Мартін Шмірк.
- Хані Венцель, гірськолижник
- Андреас Венцель, гірськолижник
- Тіна Вейратер, гірськолижник

## Мережеві посилання
- Офіційна сторінка
- Website Gemeinde Planken
- Dorf Planken (Luftbild/Karte)

| Прапор Ліхтенштейну | Це незавершена стаття про Ліхтенштейн. Ви можете допомогти проєкту, виправивши або дописавши її. |